# Кіновія

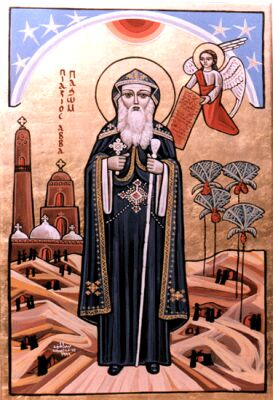
Коптська ікона святого Пахомія, засновника першої кіновії

Кіновія (від грец. κοινή — загальний і грец. βιός — життя) — назва монастиря, у яких братія не тільки їжу, але й одяг і т. п. отримують від монастиря, за розпорядженням настоятеля, а зі свого боку, всю свою працю та її результати надають обов'язково на загальну потребу монастиря.
Не тільки монахи, але й настоятелі таких монастирів не можуть мати жодних прав особистої власності, їх майно не може передаватися ними у спадок, також не може добровільно роздаватися. Настоятелі у таких монастирях обираються братією монастиря і лише затверджуються на посаді синодом, за поданням єпархіального архієрея.
Перші кіновії були засновані Пахомієм Великим у Південному Єгипті. Кіновії виникали у різних конфесіях, проте особливого значення вони набули у християнстві та буддизмі. Нині найяскравішими прикладами класичних кіновій залишаються монастирі Тибету та Святого Афону.
На теренах України перша кіновія була заснована Феодосієм Печерським — Києво-Печерська лавра.